# Jan Karol Orzechowski
Jan Karol Biberstein Orzechowski herbu Rogala (zm. w 1699 roku) – chorąży lubelski w latach 1694-1699.
Jako deputat do pacta conventa był elektorem Augusta II Mocnego z województwa lubelskiego w 1697 roku.